# PJ Masks - Superpigiamini
PJ Masks - Superpigiamini (in francese Pyjamasques, in inglese PJ Masks) è una serie animata per bambini di produzione anglo-francese realizzata da Entertainment One, Frog Box e TeamTO e basata sulla serie di libri Les Pyjamasques di Romuald Racioppo.
La serie è stata trasmessa negli USA il 18 settembre 2015 su canale Disney Junior. In Italia, la serie è stata trasmessa il 18 gennaio 2016 su Disney Junior, e l'8 dicembre su Rai Yoyo. Una seconda stagione di 26 episodi è stata realizzata il 2018, una terza nel 2019 e una quarta nel 2020. La quinta e la sesta stagione sono state annunciate ad un anno di distanza l'una dall'altra: a gennaio 2020 e a gennaio 2021.
La versione italiana della sigla è cantata da Umberto e Daniele Vita e Ernesto Brancucci, con la partecipazione di Mattia Fabiano, Chiara Fabiano, Luca Tesei e Simone Iuè.

## Trama
La serie narra le avventure di tre bambini: Connor, Amaya e Greg, che di giorno sono compagni di scuola e vivono vite normali, ma di notte si trasformano in Gattoboy, Gufetta e Geco, dei supereroi notturni e che vengono chiamati Pj Masks e/o Superpigiamini e affrontano vari supercriminali.

## Episodi
| Stagione         | Episodi | Prima TV originale | Prima TV Italia |
| ---------------- | ------- | ------------------ | --------------- |
| Prima stagione   | 26      | 2015-2017          | 2016-2017       |
| Seconda stagione | 26      | 2018-2019          | 2018            |
| Terza stagione   | 26      | 2019-2020          | 2019-2020       |
| Quarta stagione  | 26      | 2020-2021          | 2020-2021       |
| Quinta stagione  | 26      | 2021-2022          | 2021-2022       |
| Sesta stagione   | 26      | 2023-2024          | 2023-2024       |

## Personaggi

### Super-Pigiamini
- Connor/Gattoboy: è un bambino con occhi azzurri e capelli castani. Di notte, quando si trasforma, indossa un costume da gatto blu con strisce celesti, orecchie con una sottile coda felina. Di solito è lui a causare problemi ed è molto testardo. Gattoboy è il leader del trio e guida la Gattomobile capace di sparare palle di pelo fatte di naftalina, fare ruggiti ultra-sonori in grado di mandare in tilt apparecchi elettronici ed è superveloce. Infine, usa la supergattovelocità, il supergattobalzo e l'uditogatto come superpoteri ed ha paura dell'acqua, dei cani, di sbagliare e di suonare davanti a tutti. Il cristallo dei Superpigiamini, presente nella seconda stagione, gli conferisce un nuovo potere: dei raggi felini in grado di bloccare i nemici, anche solo temporaneamente. Quando esagera o sbaglia qualcosa durante le missioni si intimidisce; o più spesso si arrabbia. Grazie all'aiuto dei suoi amici ha imparato che non bisogna arrabbiarsi inutilmente. Il suo colore preferito è il blu.
- Amaya/Gufetta: è una bambina con occhi rossi e capelli lunghi e castani. Porta degli occhiali da vista rossi. Di notte, quando si trasforma, indossa una tuta rossa con una striscia e il simbolo del gufo, insieme ad un mantello che funge da ali. Gufetta è l'unica del trio capace di volare e guida il Gufaliante che ha potenti fari, ali in grado di creare un forte vento ed artigli in grado di afferrare anche piccoli oggetti con grande precisione. Infine, Gufetta usa le ali da super Gufetta, il vento da super Gufetta e la supervista Gufetta come superpoteri. Il cristallo dei Superpigiamini le conferisce un nuovo potere: le piume da super Gufetta, in grado di imprigionare e intrappolare nemici. Il suo colore preferito è il rosso. Adora il calcio, ed è talmente tanto brava che ha tre soprannomi: Calcezionale e Calcionessa quando è Amaya, è Ala Volante quando è Gufetta.
- Greg/Geco: è un bambino con occhi verdi e capelli biondi. Di notte, quando si trasforma, indossa un costume da geco verde con una coda da rettile, una cresta, speciali rinforzi sulle ginocchia, sulle spalle e sui gomiti e ventose sulle mani e sui piedi. È il più forte e intelligente del gruppo e guida la Gecomobile capace di arrampicarsi sui palazzi, mimetizzarsi e andare sia sott'acqua che sulla terra. Infine, usa il supergecomimetismo, i muscoli da super Geco e la super presa rettile, inoltre può camminare sull'acqua e può cambiare colore. Il suo nuovo potere datogli dal cristallo dei Superpigiamini sono gli scudi di Geco, che lo rendono quasi invincibile. Il suo colore preferito è il verde.
- PJ Robot (noto anche come Pigia-Robot): è il robot dei super-pigiamini. Si è unito ai Super-Pigiamini nella stagione 2. È stato creato da Romeo per ingannare i tre eroi, ma lui si è ribellato.
- Dylan/Armadylan: è un bambino simile ad un armadillo che vuole essere un eroe come i Super-Pigiamini ma il suo essere inesperto lo fa finire nei guai. È anche il più grande di età e di altezza dei Super-pigiamini e si è unito a loro nella seconda stagione. I suoi poteri sono la rotolata tuonante che gli permette di avvolgersi in una palla blindata, il colpo tuonante in grado di creare forti terremoti, la super forza come Geco e l'attacco dal sottosuolo per andare sottoterra. Il suo animale preferito è l'armadillo e il suo colore preferito  è il giallo. La sua identità diurna è attualmente ignota ma potrebbe chiamarsi Dylan. Durante la notte indossa un elmetto, una corazza resistente e una coda marrone scura. Lui ha gli occhi castani chiari e ha una sincera e profonda amicizia con Geco tanto che lo soprannomina "ragazzone" ma il Ninja della notte e Romeo tendono a chiamarlo formichiere e/o oritteropo.
- An Yu: è una bambina cinese che è rimasta intrappolata nel gong del drago per migliaia di anni. A volte aiuta i Pigiamini ma di solito resta alla Montagna Misteriosa.

### Antagonisti
- Romeo: è un inventore e l'antagonista più ricorrente della serie. Dimostra fin da subito ai Super-Pigiamini di essere feroce, astuto e crudele. Le sue invenzioni preferite sono il suo robot e il suo laboratorio. Il suo obiettivo è conquistare il mondo, e per questo pratica esperimenti malefici, ma a causa di tali stregonerie, viene sconfitto.
- Robot: è un robot costruito da Romeo e suo scagnozzo.
- Robottina: è una robot imprevedibile, scagnozza di Romeo. È piccola e rossa; ha la stessa forma di Robot.
- Lunetta: è una bambina che ama rubare il divertimento degli altri bambini. Possiede alcuni oggetti, come il Luna Board (con cui vola) e il Luna Magnete (che attira ogni cosa). Usa le sue falene lunari come aiutanti e vuole avere tutto per lei. Ha un grande potere lunare, che la rende ancora più potente quando si trova sulla luna. Nella terza stagione si scopre che ha una sorella di nome Falenova ma non va d'accordo con lei.
- Falene: sono uno stormo di falene, seguaci di Lunetta.
- Falenova: è la sorella di Lunetta e una bambina-falena che è nata da un cristallo lunare. Vuole vendicarsi di sua sorella Lunetta per averla trasformata.
- Il Ninja della notte: è un misterioso ninja blu molto egocentrico che crede di essere il migliore. È accompagnato dai suoi scagnozzi e sebbene sia un ninja come arma non ha i nunchaku ma delle palle appiccicose.
- Minininja: sono gli aiutanti e fratelli minori del ninja della notte.
- Lupetti: sono un trio di bambini-lupi mannari che seminano caos nella città. I loro nomi sono Rip, Howler e Kevin. Kevin è il più ingenuo e i suoi capelli gli coprono il viso. Rip è una lupetta dall'atteggiamento antipatico ed egocentrico. Howler è il loro leader, ha i capelli neri con delle strisce bianche. Litiga sempre con Rip.

### Altri
- Maestro: è il maestro della scuola di Amaya, Connor e Greg. Ha la pelle scura, gli occhiali dalla montatura blu e i capelli neri.
- Cameron: è un bambino della classe di Amaya, Connor e Greg ed è il bullo della scuola.

## Doppiaggio
| Personaggi           | Doppiatori originali                                                                           | Doppiatori italiani                                                                              |
| -------------------- | ---------------------------------------------------------------------------------------------- | ------------------------------------------------------------------------------------------------ |
| Connor/GattoBoy      | Jacob Ewaniuk (st. 1) Jacob Ursomarzo (st. 2) Roman Lutterotti (st. 3-4)                       | Mattia Fabiano (st. 1) Emanuele Suarez (st. 2-3) Valeriano Corini (st. 4)                        |
| Amaya/Gufetta        | Addison Holley                                                                                 | Chiara Fabiano (st. 1-2) Anita Sala (st. 3) Ilaria Pellicone (st. 4)                             |
| Greg/Geco            | Kyle Harrison Breitkopf (st.1-3) Benjamin Hum (st. 4)                                          | Luca Tesei (st. 1-2) Lorenzo Virgilii (st. 3-4)                                                  |
| PJ Robot             | Juan Luis Bonilla                                                                              | Maura Cenciarelli                                                                                |
| Romeo                | Alex Thorne (st. 1) Cartter Thorne (st. 2) Simon Pirso (st. 3+)                                | Francesco Aimone (st. 1) Diego Follega (st. 2-3) Lorenzo Spadorcia (st. 4) Ciro Clarizio (st. 5) |
| Lunetta              | Brianna Daguanno                                                                               | Luna Iansante (st. 1-2) Alessandra Cannavale (st. 3-4)                                           |
| Il Ninja della notte | Trek Buccino (st. 1) Devan Cohen (st. 2) Jacob Soley (st. 3+)                                  | Giulio Bartolomei (st. 1-2) Alberto Vannini (st. 3-4)                                            |
| Armadylan            | Max Calinescu (st. 2) Cristian Perri (st. 3) Avery Esteves (st. 4) Christian Campbell (st. 4+) | Federico Campaiola (st. 2) Lorenzo D'Agata (st. 3)                                               |
| An Yu                | Kari Wong                                                                                      |                                                                                                  |